# یواس‌اس فیلمور (ای‌پی‌ای-۸۳)
یواس‌اس فیلمور (ای‌پی‌ای-۸۳) (به انگلیسی: USS Fillmore (APA-83)) یک کشتی بود که طول آن ۴۲۶ فوت (۱۳۰ متر) بود. این کشتی در سال ۱۹۴۵ ساخته شد.